# Marc-Antoine Charpentier
Marc-Antoine Charpentier   (París, 1643 - París, 24 de febrer de 1704). Se saben poques coses de la seva infantesa i joventut. Hi ha llibres que situaven la data de naixement a París (Regne de França) cap al 1634, però actualment es considera més probable que fos cap al 1643. En la seva família, procedent de la Xampanya, hi havia antecedents artístics en el camp de la pintura.

## Lully i Molière
De jove va anar a Itàlia impulsat per les seves inquietuds artístiques, que en aquell moment sembla que eren fonamentalment pictòriques. A Roma conegué a Giacomo Carissimi i decidí estudiar amb ell i dedicar-se a la música. De retorn a França destacà en els cercles italianòfils, és a dir simpatitzants de l'estil italià, convertint-se en el principal rival de Lully. Lully, deixant de banda el seu geni musical, tenia molta influència a la Cort i l'aprofitava sempre que podia per perjudicar els rivals.
El 1672, arran de la discòrdia entre Lully i Molière, director de la Comédie Française, aquest proposà Charpentier com a substitut de Lully, i així va compondre música per al teatre amb una clara influència italiana: els entractes de Circé H.496 i d'Andromède H.504, així com escenes cantades en el Malalt imaginari (Le Malade imaginaire H.495). Molière va morir durant la quarta representació del Malalt imaginari i Charpentier va quedar-se sense feina.

## Darrers anys
Tingué diversos càrrecs al servei de l'església. Va ser compositor de Capella a Saint-Germain, mestre de música de l'església de Saint Paul-Saint Louis, i des del 1698 fins a la seva mort, Gran Mestre de la Sainte-Chapelle del palau de la cort. Sense tenir un càrrec a la Cort, també hi col·laborà escrivint misses per a Lluís XIV i ensenyant música al fill gran del rei, Felip d'Orleans.
L'any 1694 va estar a punt de ser nomenat Sous-maître de Chapelle de la cort, però una malaltia que arrossegava li ho va impedir. De la seva mort se sap el dia per un petit manuscrit que diu: 
"Regles de composició, per Monsieur Charpentier. Ell va morir sent Mestre de Música de la Santa Capella de París, el diumenge 24 de febrer de 1704 a les 7 del matí".

## Obra
La major part de la seva obra és música religiosa: misses, motets, himnes, magnificats, cantates, oratoris, etcètera. També va escriure algunes composicions profanes entre les quals destaca l'òpera Medea, que a la mort de Lully va poder ser estrenada. Cal recordar que Lully tenia el monopoli de l'òpera a la França d'aquella època i no permetia que cap rival pogués estrenar cap obra.
Marc-Antoine-Charpentier va restar oblidat fins al 1953, quan va ser redescobert pel Preludi del seu Te Deum H.146 en ser seleccionada com la sintonia d'Eurovisió. S'atribueix la recuperació del Te Deum, que també és l'himne del Torneig de les Sis Nacions, al musicòleg Carl de Nys.
L'obra completa de Charpentier comprèn 28 volums cal·ligrafiats de la seva mà, format per més de 500 peces que es va encarregar de classificar ell mateix. Aquesta col·lecció, anomenada Mélanges, és un dels conjunts de manuscrits autògrafs musicals més bonics de tots el temps. A la seva mort, els seus nebots Jacques Édouard i Jacques-François Mathas van heretar la col·lecció. El 1727, Jacques-Édouard va vendre el conjunt dels manuscrits a la Bibliothèque Royale. Actualment la col·lecció forma part del fons de la Biblioteca Nacional de França.

## Llista d'obres (551)

### Òpera
- Les Amours d'Acis et de Galatée, lost (1678), Jean de La Fontaine
- Les Arts florissants, H.487 (1685-1686)
- La Descente d'Orphée aux enfers, H.488 (1686-1687)
- Jugement de Pan, lost (1690)
- Philomèle, lost (1694)
- Médée, H.491 (1693-1694), Thomas Corneille
- David et Jonathas, H.490 (1688), P. Bretonneau
- Celse martyr, lost (1687), P. Bretonneau

### Pastorals
- Actéon, H.481- H.481 a (1684)
- La Couronne de fleurs, H.486 (1685)
- La Fête de Rueil, H.485 (1685)
- Il Faut rire et chanter : dispute des bergers, H.484 (1685)
- Le Retour du printemps, (lost)
- Petite Pastorale, H.479 (1670)
- "Cupido perfido dentral mio cor", H.493
- "Amor vince ogni cosa", H.492
- Les Plaisirs de Versailles, H.480 (1680)

### Tragedia lírica
- Circé, H.496 (1675)
- Andromède, H.504 (1682)

### Comèdia
- Idylle sur le retour de la santé du Roi, H.489 (1686-1687)
- La Comtesse d'Escarbagnas, H.494i (1672) Molière
- Le Médecin malgré lui, (lost) (1672) Molière
- Sérénade pour le sicilien ou l'Amour peintre, H.497 (1679) Molière
- Les Fous divertissants, H.500 (1680) Raymond Poisson
- Psyché, lost (1684) Molière, Pierre Corneille & Quinault
- Le Fâcheux lost (1672) Molière
- Ouverture du prologue de L'Inconnu, H.499 (1679) Donneau de Visé & Thomas Corneille
- Les Amours de Vénus et d'Adonis, (lost) (1670) Donneau de Visé

### Comèdia-Ballet (Molière)
- Le Mariage forcé, H.494ii (1672)
- Le Malade imaginaire ,H.495, H.495 a, H.495 b (1673)

### Interludi
- Le Triomphe des dames, lost (1676) Thomas Corneille
- La Pierre philosophale, H.501 (1681)
- Endymion, H.502 (1681)

### Música instrumental
- Antienne pour les violons, flûtes et hautbois à quatre parties, H.532 (1690)
- Noëls pour les instruments, H.531 (1680)
- Noëls sur les instruments, H.534 (1690)
- Préludes à quatre pour les violons et flûtes, H.528 (1680)
- Sonate à 8, H.548
- Concert pour quatre parties de violes, H.545
- Deux airs de trompettes, H.547
- Messe pour plusieurs instruments au lieu des orgues, H.513 (1670)
- Menuet de Strasbourg; H.549 bis

### Música religiosa
- 4 Te Deum, H.145 à H.148
- 4 Miserere, H.157, H.173, H.193, H.193 a, H.219
- 10 Magnificat, H.72 à H.81
- 9 Litanies de la Vierge, H.82 à H.90
- Symphonies pour un reposoir, H.508 (1670)
- Symphonies pour un reposoir, H.515 (1670)
- Pour le Saint Esprit, H.366 (1690)
- Pour le saint sacrement au reposoir, H.346
- Pour la seconde fois que le saint sacrement vient au même reposoir, H.372
- 19 Hymnes, H.53 à H.71
- 4 Séquences, H.12 à H.15
- 12 Messes, H.1 à H.11 & H.513
- 207 Motets, H.233 à H.439
- Motet pour une longue offrande (anciennement Motet pour l'offertoire de la messe rouge), H.434
- 35 Oratorios (Histoires Sacrées), H.391 à H.425
- 84 Psaumes, H.149 à H.232
- 54 Leçons de Ténèbres & Répons, H.91 à H.144